# Mamoea florae
Mamoea florae là một loài nhện trong họ Amphinectidae. Loài này phân bố ở New Zealand.